# سیارک ۱۴۴۲۸
سیارک ۱۴۴۲۸ (به انگلیسی: 14428 Lazaridis، نامگذاری:1991VM12) چهارده هزار و چهارصد و بیست و هشتمین سیارک کشف شده‌است که در ۸ نوامبر ۱۹۹۱ کشف شد.
قدر مطلق سیارک برابر ۳۰.۹ است.